# Gobio lozanoi
El gobio ibérico (Gobio lozanoi) es un pez de la familia de los ciprínidos que habita en los ríos de España, Portugal y el extremo sudoccidental de Francia.
Adulto registra una longitud entre 8 y 20 cm; cuerpo y aletas de fondo claro brillante con manchas y puntos oscuros. Tiene un par de barbillones bucales.
Captura invertebrados en el fondo de los cauces. Completa su dieta con materia orgánica de origen diverso. Vive en el curso medio de los ríos. Para la reproducción requiere aguas corrientes sobre fondos de arena o grava sin sedimentos. Cada verano la hembra desova entre mil y 20 mil huevos que eclosionan 10 a 30 días después, según la temperatura del agua.